# مرشح الرمال الحيوي
```
(BSF) مرشح الرمال الحيوية
```

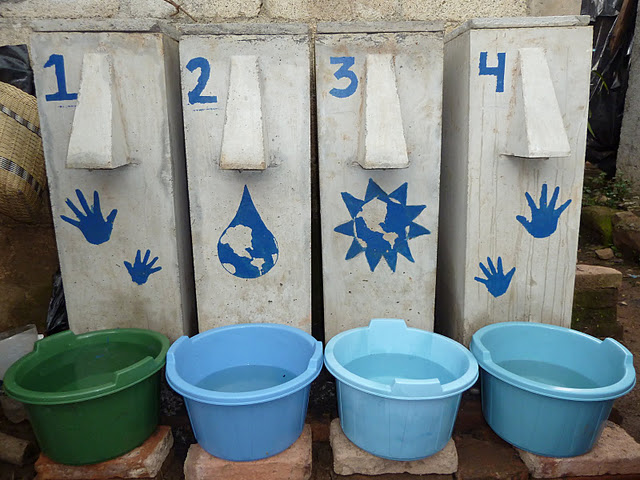
تم تنفيذ فلاترالرمال الحيوية في Socorro ، غواتيمالا بواسطة مهندسون بلا حدود من جامعة إلينوي: Urbana-Champaign

هو عبارة عن نظام لمعالجة المياه يتم استخدامه من مرشحات الرمل البطيئة التقليدية، مرشح الرمال يعمل على إزالة مسببات الأمراض والمواد الصلبة العالقة من الماء باستخدام العمليات البيولوجية والفيزيائية التي تحدث في عمود رملي مغطى بغشاء بيولوجي ، ثبت أن BSF . تزيل المعادن الثقيلة والعكارة والبكتيريا والفيروسات والطفيليات، وهي أيضاً تقلل من تغير اللون والرائحة والطعم غير السار. في نتائج لدراسة أجريت عن BSF ، تظهر فيها عن وجود علاقة ما بين BSF وانخفاض حدوث الإسهال. ونظراً لفعاليتها وسهولة استخدامها ونقص التكاليف المتكررة، غالباً ما تعتبر مرشحات الرمل الحيوية التقنية الملائمة في البلدان النامية. تشير التقديرات إلى أن أكثر من 200000 مرشح للرمال الحيوية قيد الاستخدام في جميع أنحاء العالم.

## التاريخ
واقترح المرشح الرمال الحيوية من قبل الدكتور ديفيد مانز في أواخر 1980 في جامعة كالغاري ، كندا 
تم تطوير النظام من مرشح الرمل البطيء ، وهي تقنية تم استخدامها لتنقية مياه الشرب منذ القرن التاسع عشر. 
أجريت الاختبارات المعملية والميدانية الأولية في عام 1991 ؛ حصل النظام على براءة اختراع في عام 1993 [4] وتم تنفيذه في الميدان في نيكاراغوا. تم تأسيس الشركة الكندية غير الهادفة للربح مركز لتكنولوجيا المياه والصرف الصحي بأسعار معقولة (مركز التكنولوجيا الرخصية لمعالجة المياه والصرف الصحي) في عام 2001 من قبل ديفيد مانز وكاميل داو بيكر ‏ لتعزيز التعليم والتدريب في تنقية المياه والصرف الصحي بما في ذلك استخدام هذه التكنولوجيا، ومواصلة تطويرها. وتقوم، وهي شركة مملوكة للقطاع الخاص، بإنتاج وتوزيع خطط للمرشحات. شركة Hydroid Bios and Water Filter .

## مكونات مرشح الرمال الحيوية
عادةً ما يتم إنشاء فلاترالرمال الحيوية من الخرسانة أو البلاستيك.  في الجزء العلوي من المرشح، يمنع الغطاء المجهز بإحكام التلوث والآفات غير المرغوب فيها من دخول المرشح. تحت هذا، تمنع لوحة الناشر اضطراب الغلاف الحيوي عند سكب الماء في المرشح. ثم ينتقل الماء عبر العمود الرملي، الذي يزيل مسببات الأمراض والمواد الصلبة العالقة. تحت عمود الرمل، تمنع طبقة من الحصى الرمال من دخول طبقة الصرف وتسد أنبوب المخرج. أسفل الطبقة الفاصلة توجد طبقة تصريف تتكون من حصى خشن يمنع الانسداد بالقرب من قاعدة أنبوب المخرج.

## عملية الترشيح
تم إزالة مسببات الأمراض والمواد الصلبة العالقة عن طريق العمليات البيولوجية والفيزيائية التي تحدث في الطبقة الحيوية وطبقة الرمل. تتضمن هذه العمليات:
- محاصرة ميكانيكية: المواد الصلبة والمسببات المرضية العالقة محاصرة في الفراغات بين حبيبات الرمل.
- الافتراس: الكائنات الحية الدقيقة في الكائنات الحية تستهلك مسببات الأمراض.
- الامتزاز: يتم امتصاص مسببات الأمراض في بعضها البعض وفي المواد الصلبة العالقة في الماء والحبوب الرملية.
- الموت الطبيعي: تنهي مسببات الأمراض دورات حياتها أو تموت بسبب عدم وجود ما يكفي من الطعام أو الأكسجين.

## أثناء تشغيل التحرير
يدفع ارتفاع مستوى الماء (الرأس الهيدروليكي) في منطقة الخزان الداخلي المياه من خلال الناشر والفلتر، ثم ينخفض مع تدفق المياه بالتساوي عبر الرمال. يتباطأ معدل التدفق نظرًا لوجود ضغط أقل لدفع الماء عبر الفلتر. يحتوي الماء الداخل على الأكسجين المذاب والمغذيات والملوثات. يوفر الأكسجين المطلوب من الكائنات الحية الدقيقة في الأغشية الحيوية. الجسيمات العالقة ومسببات الأمراض عالقة في الجزء العلوي من الرمل وتسد جزئياً مسام المسام بين حبيبات الرمل. يؤدي هذا إلى انخفاض معدل التدفق.
يشتمل وقت الخمول عادةً على أكثر من 80٪ من الدورة اليومية؛ خلال هذا الوقت، من المرجح أن تكون عمليات التوهين الميكروبي كبيرة. تحدث معظم عمليات الإزالة عندما يكون الماء على اتصال بالبيوفيلم. لم يتم تحديد العمليات التي تحدث في الغشاء الحيوي. عندما تصل طبقة الماء الراكدة إلى مستوى أنبوب المخرج، يتوقف التدفق. من الناحية المثالية، يجب أن يكون هذا مرتفعًا بما يكفي لإبقاء البيوفيلم في طبقة الرمل رطبًا والسماح للأكسجين بالانتشار عبر الماء الراكد إلى الطبقة الحيوية. تسمح فترة التوقف للكائنات الحية الدقيقة في الطبقة الحيوية باستهلاك مسببات الأمراض والعناصر الغذائية في الماء. يتم استعادة معدل التدفق عبر المرشح عند استهلاكه. إذا كانت فترة الإيقاف المؤقت طويلة جدًا، فستستهلك الطبقة البيولوجية جميع مسببات الأمراض والعناصر الغذائية وستموت، مما يقلل من كفاءة المرشح عند استخدامه مرة أخرى. يجب أن تكون فترة التوقف بين 1 و 48 ساعة. تموت مسببات الأمراض في المنطقة غير البيولوجية بسبب نقص المغذيات والأكسجين.

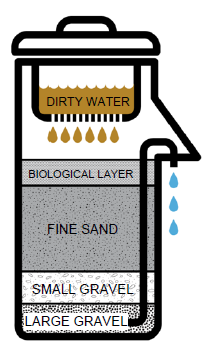
مخطط أساسي لمرشح الرمال الحيوية الخرسانة

## أعمال صيانة
بمرور الوقت، تتراكم الجسيمات بين حبيبات الرمل في المرشح. مع سكب المزيد من الماء، يتشكل غشاء حيوي على طول الجزء العلوي من لوحة الناشر. يؤدي كل من هذين الحدثين إلى انخفاض معدل التدفق (الانسداد والتدوين البيولوجي). على الرغم من أن معدلات التدفق البطيئة تعمل بشكل عام على تحسين ترشيح المياه بسبب وقت الخمول [APS1] ، فقد تصبح بطيئة جدًا لراحة المستخدمين. إذا كانت معدلات التدفق أقل من 0.1 لتر / دقيقة، فمن المستحسن من قبل (مركز التكنولوجيا الرخصية لمعالجة المياه والصرف الصحي) إجراء الصيانة. يتم استخدام تقنية «التنظيف الدوارة والتفريغ»، أو التنظيف بالمشط الرطب، لاستعادة معدل التدفق. يتم سكب حوالي 1 جالون أمريكي (3.8 لتر) في الفلتر قبل التنظيف (على افتراض أن الفلتر فارغ). يتم بعد ذلك تدوير الطبقة العليا من الرمل في حركة دائرية. يتم التخلص من المياه القذرة من التدويم ويتم تنعيم الرمال في الأعلى. تتكرر هذه العملية حتى يتم استعادة معدل التدفق. ينصح أيضًا بتنظيف لوحة الناشر وأنبوب المخرج والغطاء والأسطح الخارجية للمرشحات بانتظام. تعتمد الاستدامة والفعالية على المدى الطويل لمرشحات الرمال الحيوية على التعليم والدعم من موظفي الدعم المطلعين.
المياه النظيفة لهايتي، وهي منظمة غير ربحية في هايتي تنفذ برنامج التعليم والمتابعة بعد تركيب مرشح الرمال الحيوية. يشمل البرنامج زيارات لمنازل المستفيدين بعد شهر وثلاثة واثني عشر شهرًا وأخرى بعد 5 سنوات من تاريخ التثبيت. خلال كل زيارة، يتلقى المستفيدون تعليمات متكررة حول ممارسات المياه المأمونة وكيفية العناية بالفلتر. استنادًا إلى البيانات التي تم جمعها منذ عام 2010، لا يزال يتم استخدام ما بين 94٪ و 99٪ من المرشحات بانتظام بعد 12 شهرًا من التثبيت.

## إزالة الملوثات

### العكارة
تختلف نتائج تقليل التعكر باختلاف تعكر الماء المؤثر. تحتوي المياه العكرة على الرمل والطمي والطين. تراوح تعكر الأعلاف في دراسة واحدة من 1.86 إلى 3.9 NTU. تم الحصول على مياه الدراسة من عينات الصنابير لمحطات معالجة المياه من ثلاثة خزانات محلية. تدفقت من خلال مرشح الرمل البطيء وأظهرت النتائج أن التعكر انخفض إلى متوسط 1.45 NTU. في دراسة أخرى باستخدام المياه السطحية، لوحظ انخفاض بنسبة 93٪ في التعكر.  بينما ينضج البيوفيلم فوق نضوج الرمل، تزداد إزالة التعكر. على الرغم من أن فلاتر الرمال الحيوية تزيل الكثير من التعكر، إلا أن مرشحات الرمل البطيئة، والتي تتميز بمعدل ترشيح أبطأ، تزيل المزيد.

### معادن ثقيلة
هناك أبحاث محدودة حول إزالة المعادن الثقيلة عن طريق مرشحات الرمال الحيوية. في دراسة أجريت في جنوب إفريقيا، أزال المرشح حوالي 64٪ من الحديد و 5٪ من المغنيسيوم. .

### بكتيريا
في الدراسات المختبرية، وجد أن مرشح الرمال الحيوية يزيل حوالي 98-99٪ من البكتيريا. في إزالة الإشريكية القولونية ، وجد أن مرشح الرمال الحيوية قد يزيد بسبب تكوين الأغشية الحيوية على مدى شهرين تقريبًا. تراوحت عملية الإزالة بعد هذا الوقت بين 97-99.99٪ اعتمادًا على حجم المياه اليومي ونسبة التدفق الأولي المضافة. تسهل إضافة النفايات السائلة أو المياه العادمة الأولية من نمو الأغشية الحيوية التي تساعد على موت البكتيريا. . تظهر الأبحاث أن مرشحات الرمال الحيوية المستخدمة في المجال تزيل عددًا أقل من البكتيريا من تلك الموجودة في بيئة خاضعة للرقابة. في البحث الذي أجري في 55 أسرة من بوناو، جمهورية الدومينيكان، كان متوسط انخفاض الإشريكية القولونية حوالي 93 بالمائة. 

### الفيروسات
أظهرت الاختبارات المعملية أنه على الرغم من أن المرشحات تقلل من كميات كبيرة من الإشريكية القولونية، إلا أنها تزيل عددًا أقل بكثير من الفيروسات لأن الفيروسات أصغر. في دراسة باستخدام البكتيريا، تراوحت إزالة الفيروسات بين 85٪ و 95٪ بعد 45 يومًا من الاستخدام. اقترحت دراسة حديثة أن إزالة الفيروس تزداد بشكل كبير بمرور الوقت، لتصل إلى 99.99٪ بعد 150 يومًا تقريبًا.

### الكائنات الأولية
في أحد الاختبارات المعملية، أزال مرشح الرمال الحيوية أكثر من 99.9٪ من الأوالي. في اختبارات لنوع واحد من الأوليات، جياردية معوية ، أزال المرشح 100٪ خلال 29 يومًا من الاستخدام. أزال 99.98 ٪ من البويضات من الأوالي الأولى، الكريبتوسبوريديوم النيابة، ربما بسبب حجمها الأصغر. كان هذا الإزالة مشابهًا لمرشح الرمل البطيء.

## الفوائد الصحية
تظهر الدراسات في جمهورية الدومينيكان وكمبوديا التي أجرتها جامعة نورث كارولينا وجامعة نيفادا أن استخدام عامل الانتثار الرجوعي قلل من حدوث أمراض الإسهال بنسبة 47 ٪ في جميع الفئات العمرية. في دراسة أجرتها مركز التكنولوجيا الرخصية لمعالجة المياه والصرف الصحي في هايتي، يعتقد 95 ٪ من 187 أسرة أن جودة مياهها قد تحسنت منذ استخدام مرشحات الرمال الحيوية لتنظيفها. ذكر 80٪ من المستخدمين أن صحة أسرهم تحسنت منذ التنفيذ. وقد أظهرت هذه التصورات الصحية حول استخدام مرشح الرمال الحيوية نها أكثر إيجابية في المستخدمين على المدى الطويل.

## أنواع فلاتر الرمال الحيوية

### الخرسانة
مرشحات الخرسانة هي النوع الأكثر انتشارًا من مرشح الرمال الحيوية . يُفضل الخرسانة بشكل عام على المواد الأخرى بسبب التكلفة المنخفضة والتوافر الواسع والقدرة على البناء في الموقع. يتم توزيع خطط مرشح الخرسانة بشكل علني من قبل مركز التكنولوجيا الرخصية لمعالجة المياه والصرف الصحي . تم تطوير العديد من الإصدارات. يتم إنشاء مرشح الرمال الحيوية الخاصة بمركزالتكنولوجيا الرخصية لمعالجة المياه والصرف الصحي الإصدار 9 مع معدل تحميل أعلى أعلى. على الرغم من أن المياه التي تمت تصفيتها اجتازت معايير جودة مياه وكالة حماية البيئة، إلا أنها ليست الأمثل. أثبتت الأبحاث الحديثة أن وقت التلامس بين الماء والمواد الحبيبية هو المحدد الرئيسي في تنقية المياه. يأخذ عامل تصفية الرمال الحيوية الخاصة بمركزالتكنولوجيا الرخصية لمعالجة المياه والصرف الصحي الإصدار 10 هذا في الاعتبار؛ حجم خزان الماء يساوي حجم مساحة المسام لطبقة الرمل. تم تقليل معدل التحميل الأقصى بنسبة 33٪ للتأكد من أن الماء الراكد على اتصال دائم مع المواد الحبيبية. 
عادة ما يتم تصنيع مرشحات الرمال الحيوية الخرسانية باستخدام قوالب فولاذية. يتم توزيع خطط قالب الفولاذ بشكل علني بواسطة مركزالتكنولوجيا الرخصية لمعالجة المياه والصرف الصحي .
تقوم شركة المياه النظيفة لهايتي، وهي منظمة غير ربحية مقرها في كامب ماري، هايتي بتصنيع مرشحات الرمال الحيوية باستخدام تكيف القالب الفولاذي.
قامت منظمة اوهيرزون غير الربحية بتصميم قالب خشبي، استنادًا إلى مرشح الإصدار 10 من مركزالتكنولوجيا الرخصية لمعالجة المياه والصرف الصحي والذي يمكن أن يعمل كبديل منخفض التكلفة. الخطط الخاصة بقالب الخشب متاحة علنا على موقع.

### بلاستيك
يتم إنشاء المرشحات البلاستيكية من براميل بلاستيكية، عادة ما يتم تشكيلها خارج الموقع. يتم تصنيع مرشحاتالرمال الحيوية الهايدرد من بلاستيك من الدرجة الطبية مع مقاومة للأشعة فوق البنفسجية. هو أحدث إصدار من مرشح الرمال الحيوية البلاستيك ولديه العديد من التحسينات الهامة. TivaWater 

### الفولاذ المقاوم للصدأ
تم العثور على مرشح الرمال الحيوية الفولاذ المقاوم للصدأ الذي تم تطويره من قبل المهندسين في مؤسسة ام سي سيجال ‏ ، وهي منظمة غير حكومية مقرها في جورجاغر (جورجاون سابقًا) ، الهند، لأداء أفضل من نظيراتها الخرسانية ولديها فرصة أوسع للتطبيق والتبني في ظروف جغرافية مختلفة. يمنع ارتفاع تكلفة البلاستيك استخدامه في المناطق الريفية في الهند. يوفر فلتر الفولاذ المقاوم للصدأ، والمسمى (جال كالب) معدل ترشيح متزايد وقابلية نقل أفضل (من النماذج الخرسانية) وتحكمًا أفضل في جودة الإنتاج. المرشحات الخرسانية عرضة للكسر ويمكن أن يصعب نقلها بسبب الوزن (65 كجم) ، مما يجعلها غير مناسبة خاصة في المناطق الريفية النائية أو التلال. قضايا الجودة الشائعة هي الاختلافات في مواد البناء وعيوب التصنيع. علاوة على ذلك، فإن الإزهار الناتج عن الأملاح في الماء يقلل من عمر مرشح الخرسانة. يتمتع فلتر الرمال الحيوية المقاوم للصدأ خفيف الوزن (4.5 كجم) المطور حديثًا بميزة على المرشحات الخرسانية، ويتغلب على كل من هذه العيوب ويوفر تحكمًا أفضل في الجودة. إلى جانب تحسين مظهره، يضيف الفولاذ المقاوم للصدأ إلى قوة وموثوقية ومتانة وقابلية الفلتر. تُظهر اختبارات جودة المياه فعالية (جال كلاب) ضد القولونية والكوليفورم الكلية والعكارة وتلوث الحديد. يدمج هذا المرشح خصائص مبيد للجراثيم للنحاس مع الترشيح التقليدي. أدى إدخال رقائق النحاس في منطقة الصرف لمرشح JalKalp إلى زيادة إزالة القولون القولوني وإشريكية القولون إلى 100٪ من المياه الملوثة. تروج مؤسسة ام سي سيجال للنموذج  ، الذي لا يتطلب كهرباء، عبر الهند من خلال شراكات مع المنظمات ذات التفكير المماثل لإفادة أكبر عدد ممكن من العائلات الريفية.
هناك تحديات أمام إنشاء مرشحات المياه الحيوية في البلدان النامية. يفتقر الكثير إلى القدرة المهنية لبناء أشكال معدنية لصب الخرسانة في. قد يكون 
العثور على أحجام شبكية مناسبة لغربلة طبقات الرمل غائبًا أيضًا. في نيكاراغوا قد تجد عمالًا معدنيًا قادرين على لحام حديد التسليح لبناء المنازل، ومع ذلك، لن تجد معدات ثني الصفائح المعدنية لإنشاء قوالب معدنية. لا يتم بيع الرمل في متاجر الأجهزة مثل الولايات المتحدة. يتم شراؤها على الأرجح عن طريق حمولة الالتقاط من المجاري المائية أو الحفر والشبكة الوحيدة المتاحة هي 1/4 بوصة وهي كبيرة جدًا. عند السفر إلى دولة من دول العالم الثالث، قد يكون من الأفضل أن تأخذ معك شاشات الشبكة المناسبة.
مشكلة أخرى تواجه استخدام المرشحات هي التبني. قد تقدم العديد من المشاريع المساعدة في بناء فلاتر المياه، وقد يقوم البعض بتوزيعها، ولكن حمل مواطني البلد المضيف على استخدام الفلاتر يتطلب المزيد من التفاني. يحتاج الأشخاص إلى الاتصال بأصحاب مرشحات المياه لإصرارهم على استخدام الأجهزة وإدخالهم في عادة استخدامها. وإلا يتم التخلي عن العديد من المرشحات وتركها دون مراقبة في الطرق. مجرد تسليم الفلاتر غير كاف لاعتماده.

## الروابط الخارجية
- Biosand Filter Knowledge Base containing latest technical and implementation information, research and project information
- CAWST Biosand Filter نسخة محفوظة 14 أبريل 2013 at Archive.is containing training and education resources
- Manz Water Info containing a number of detailed resources relating to construction and operation
- BioSand filter
- OHorizons Wood Mold BioSand Filter containing technical resources on Wood Mold construction to use in the production of Concrete BioSand Filters
- Clean Water for Haiti containing information and resources on manufacturing the biosand filter